# Estigmene multivittata
Estigmene multivittata är en fjärilsart som beskrevs av Rothschild 1910. Estigmene multivittata ingår i släktet Estigmene och familjen björnspinnare. Inga underarter finns listade i Catalogue of Life.